# Puchar Świata w łyżwiarstwie szybkim 2008/2009
Puchar Świata w łyżwiarstwie szybkim 2008/2009 był 24. edycją tej imprezy. Cykl rozpoczął się w Berlinie 7 listopada 2008 roku, a zakończył 7 marca 2009 roku w amerykańskim Salt Lake City.
Puchar Świata rozgrywano w 9 miastach, w 6 krajach, na 3 kontynentach. Dwukrotnie łyżwiarzy gościło holenderskie Heerenveen.
Wśród kobiet po dwa tytułu zdobyły reprezentacje Niemiec, Kanady i Czech. Niemka Jenny Wolf wygrała na 1000 i 500 m, Kanadyjki Christine Nesbitt i Kristina Groves wygrały odpowiednio na 1000 m i 1500 m, Czeszka Martina Sáblíková była najlepsza na 3000/5000 m, a wspólnie z koleżankami wygrała klasyfikację drużynową. Wśród mężczyzn Japończyk Yūya Oikawa wygrał na 100 m, Chińczyk Yu Fengtong wygrał 500 m, Amerykanin Shani Davis był najlepszy na 1000 i 1500 m, w klasyfikacji 5000/10 000 m zwyciężył Holender Sven Kramer, a klasyfikację drużynową wygrali Kanadyjczycy.

## Medaliści zawodów

### Kobiety

#### Wyniki
| Data                      | Miejsce                                                       | Konkurencja                                                   | Zwycięzca                                                     | 2. miejsce                                                        | 3. miejsce                                                                  |
| ------------------------- | ------------------------------------------------------------- | ------------------------------------------------------------- | ------------------------------------------------------------- | ----------------------------------------------------------------- | --------------------------------------------------------------------------- |
| 7-9 listopada 2008        | Berlin                                                        | 500 m (7 listopada)                                           | Jenny Wolf                                                    | Wang Beixing                                                      | Lee Sang-hwa                                                                |
| 7-9 listopada 2008        | Berlin                                                        | 1500 m (6 listopada)                                          | Kristina Groves                                               | Brittany Schussler                                                | Shannon Rempel                                                              |
| 7-9 listopada 2008        | Berlin                                                        | 500 m (7 listopada)                                           | Wang Beixing                                                  | Jenny Wolf                                                        | Lee Sang-hwa                                                                |
| 7-9 listopada 2008        | Berlin                                                        | 3000 m (8 listopada)                                          | Martina Sáblíková                                             | Daniela Anschütz-Thoms                                            | Masako Hozumi                                                               |
| 7-9 listopada 2008        | Berlin                                                        | 1000 m (9 listopada)                                          | Christine Nesbitt                                             | Shannon Rempel                                                    | Laurine van Riessen                                                         |
| 7-9 listopada 2008        | Berlin                                                        | Drużynowo (9 listopada)                                       | Holandia Renate Groenewold · Diane Valkenburg · Ireen Wüst    | Niemcy Claudia Pechstein · Daniela Anschütz-Thoms · Lucille Opitz | Stany Zjednoczone Nancy Swider-Peltz Jr. · Catherine Raney · Mia Manganello |
| 14-16 listopada 2008      | Heerenveen                                                    | 500 m (14 listopada)                                          | Jenny Wolf                                                    | Wang Beixing                                                      | Lee Sang-hwa                                                                |
| 14-16 listopada 2008      | Heerenveen                                                    | 3000 m (14 listopada)                                         | Renate Groenewold                                             | Martina Sáblíková                                                 | Diane Valkenburg                                                            |
| 14-16 listopada 2008      | Heerenveen                                                    | 500 m (15 listopada)                                          | Jenny Wolf                                                    | Wang Beixing                                                      | Lee Sang-hwa                                                                |
| 14-16 listopada 2008      | Heerenveen                                                    | 1500 m (15 listopada)                                         | Kristina Groves                                               | Daniela Anschütz-Thoms                                            | Christine Nesbitt                                                           |
| 14-16 listopada 2008      | Heerenveen                                                    | 1000 m (16 listopada)                                         | Christine Nesbitt                                             | Kristina Groves                                                   | Wang Beixing                                                                |
| 14-16 listopada 2008      | Heerenveen                                                    | Drużynowo (16 listopada)                                      | Holandia Renate Groenewold · Ireen Wüst · Marrit Leenstra     | Kanada Kristina Groves · Christine Nesbitt · Brittany Schussler   | Niemcy Claudia Pechstein · Daniela Anschütz-Thoms · Lucille Opitz           |
| 22-23 listopada 2008      | Moskwa                                                        | 5000 m (22 listopada)                                         | Claudia Pechstein                                             | Martina Sáblíková                                                 | Stephanie Beckert                                                           |
| 22-23 listopada 2008      | Moskwa                                                        | 1500 m (23 listopada)                                         | Claudia Pechstein                                             | Christine Nesbitt                                                 | Kristina Groves                                                             |
| 6-7 grudnia 2008          | Changchun                                                     | 500 m (6 grudnia)                                             | Jenny Wolf                                                    | Lee Sang-hwa                                                      | Annette Gerritsen                                                           |
| 6-7 grudnia 2008          | Changchun                                                     | 1000 m (6 grudnia)                                            | Kristina Groves                                               | Shannon Rempel                                                    | Laurine van Riessen                                                         |
| 6-7 grudnia 2008          | Changchun                                                     | 100 m (7 grudnia)                                             | Jenny Wolf                                                    | Xing Aihua                                                        | Lee Sang-hwa                                                                |
| 6-7 grudnia 2008          | Changchun                                                     | 500 m (7 grudnia)                                             | Jenny Wolf                                                    | Annette Gerritsen                                                 | Lee Sang-hwa                                                                |
| 6-7 grudnia 2008          | Changchun                                                     | 1000 m (7 grudnia)                                            | Laurine van Riessen                                           | Kristina Groves                                                   | Shannon Rempel                                                              |
| 13-14 grudnia 2008        | Nagano                                                        | 500 m (13 grudnia)                                            | Jenny Wolf                                                    | Lee Sang-hwa                                                      | Sayuri Yoshii                                                               |
| 13-14 grudnia 2008        | Nagano                                                        | 1000 m (13 grudnia)                                           | Jennifer Rodriguez                                            | Christine Nesbitt                                                 | Kristina Groves                                                             |
| 13-14 grudnia 2008        | Nagano                                                        | 100 m (14 grudnia)                                            | Jenny Wolf                                                    | Xing Aihua                                                        | Sayuri Ōsuga                                                                |
| 13-14 grudnia 2008        | Nagano                                                        | 500 m (14 grudnia)                                            | Yu Jing                                                       | Lee Sang-hwa                                                      | Xing Aihua                                                                  |
| 13-14 grudnia 2008        | Nagano                                                        | 1000 m (14 grudnia)                                           | Christine Nesbitt                                             | Yu Jing                                                           | Jin Peiyu                                                                   |
| 9-11 stycznia 2009        | 106. mistrzostwa Europy w wieloboju 2009 – Heerenveen         | 106. mistrzostwa Europy w wieloboju 2009 – Heerenveen         | 106. mistrzostwa Europy w wieloboju 2009 – Heerenveen         | 106. mistrzostwa Europy w wieloboju 2009 – Heerenveen             | 106. mistrzostwa Europy w wieloboju 2009 – Heerenveen                       |
| 18-19 stycznia 2009       | 40. Mistrzostwa świata w wieloboju sprinterskim 2009 – Moskwa | 40. Mistrzostwa świata w wieloboju sprinterskim 2009 – Moskwa | 40. Mistrzostwa świata w wieloboju sprinterskim 2009 – Moskwa | 40. Mistrzostwa świata w wieloboju sprinterskim 2009 – Moskwa     | 40. Mistrzostwa świata w wieloboju sprinterskim 2009 – Moskwa               |
| 24-25 stycznia 2009       | Kołomna                                                       | 500 m (24 stycznia)                                           | Jenny Wolf                                                    | Annette Gerritsen                                                 | Yu Jing                                                                     |
| 24-25 stycznia 2009       | Kołomna                                                       | 1000 m (24 stycznia)                                          | Margot Boer                                                   | Yu Jing                                                           | Christine Nesbitt                                                           |
| 24-25 stycznia 2009       | Kołomna                                                       | 100 m (25 stycznia)                                           | Jenny Wolf                                                    | Judith Hesse                                                      | Xing Aihua                                                                  |
| 24-25 stycznia 2009       | Kołomna                                                       | 500 m (25 stycznia)                                           | Jenny Wolf                                                    | Jin Peiyu                                                         | Yu Jing                                                                     |
| 24-25 stycznia 2009       | Kołomna                                                       | 1000 m (25 stycznia)                                          | Margot Boer                                                   | Anni Friesinger                                                   | Christine Nesbitt                                                           |
| 30 stycznia-1 lutego 2009 | Erfurt                                                        | 500 m (30 stycznia)                                           | Jenny Wolf                                                    | Yu Jing                                                           | Jin Peiyu                                                                   |
| 30 stycznia-1 lutego 2009 | Erfurt                                                        | 1000 m (1 lutego)                                             | Anni Friesinger                                               | Yu Jing                                                           | Jin Peiyu                                                                   |
| 30 stycznia-1 lutego 2009 | Erfurt                                                        | 1500 m (30 stycznia)                                          | Anni Friesinger                                               | Daniela Anschütz-Thoms                                            | Ireen Wüst                                                                  |
| 30 stycznia-1 lutego 2009 | Erfurt                                                        | 500 m (31 stycznia)                                           | Jenny Wolf                                                    | Yu Jing                                                           | Annette Gerritsen                                                           |
| 30 stycznia-1 lutego 2009 | Erfurt                                                        | 3000 m (31 stycznia)                                          | Martina Sáblíková                                             | Daniela Anschütz-Thoms                                            | Renate Groenewold                                                           |
| 30 stycznia-1 lutego 2009 | Erfurt                                                        | Drużynowo (1 lutego)                                          | Czechy Karolína Erbanová · Andrea Jirků · Martina Sáblíková   | Rosja Ałła Szabanowa · Galina Lichaczowa · Jekatierina Szychowa   | Polska Katarzyna Wójcicka · Luiza Złotkowska · Natalia Czerwonka            |
| 7-8 lutego 2009           | 103. mistrzostwa świata w wieloboju 2009 – Hamar              | 103. mistrzostwa świata w wieloboju 2009 – Hamar              | 103. mistrzostwa świata w wieloboju 2009 – Hamar              | 103. mistrzostwa świata w wieloboju 2009 – Hamar                  | 103. mistrzostwa świata w wieloboju 2009 – Hamar                            |
| 14-15 lutego 2009         | Heerenveen                                                    | 1500 m (15 lutego)                                            | Anni Friesinger                                               | Christine Nesbitt                                                 | Kristina Groves                                                             |
| 14-15 lutego 2009         | Heerenveen                                                    | 5000 m (14 lutego)                                            | Martina Sáblíková                                             | Stephanie Beckert                                                 | Kristina Groves                                                             |
| 6-7 marca 2009            | Salt Lake City                                                | 500 m (7 marca)                                               | Wang Beixing                                                  | Jenny Wolf                                                        | Yu Jing                                                                     |
| 6-7 marca 2009            | Salt Lake City                                                | 1000 m (6 marca)                                              | Anni Friesinger                                               | Sayuri Yoshii                                                     | Christine Nesbitt                                                           |
| 6-7 marca 2009            | Salt Lake City                                                | 100 m (7 marca)                                               | Jenny Wolf                                                    | Yu Jing                                                           | Shihomi Shin’ya                                                             |
| 6-7 marca 2009            | Salt Lake City                                                | 1500 m (7 marca)                                              | Kristina Groves                                               | Maki Tabata                                                       | Brittany Schussler                                                          |
| 6-7 marca 2009            | Salt Lake City                                                | 3000 m (6 marca)                                              | Martina Sáblíková                                             | Daniela Anschütz-Thoms                                            | Kristina Groves                                                             |
| 12-15 marca 2009          | 12. Mistrzostwa świata na dystansach 2009 – Richmond          | 12. Mistrzostwa świata na dystansach 2009 – Richmond          | 12. Mistrzostwa świata na dystansach 2009 – Richmond          | 12. Mistrzostwa świata na dystansach 2009 – Richmond              | 12. Mistrzostwa świata na dystansach 2009 – Richmond                        |

#### Klasyfikacje
| Lp. | Zawodnik         | Punkty |
| --- | ---------------- | ------ |
| 1.  | Jenny Wolf       | 450    |
| 2.  | Thijsje Oenema   | 236    |
| 3.  | Xing Aihua       | 230    |
| 4.  | Sayuri Ōsuga     | 220    |
| 5.  | Yu Jing          | 210    |
| 6.  | Shihomi Shin’ya  | 189    |
| 7.  | Swietłana Kajkan | 120    |
| 8.  | Lee Sang-hwa     | 102    |
| 9.  | Julija Niemaja   | 88     |
| 10. | Judith Hesse     | 80     |

| Lp. | Zawodnik          | Punkty |
| --- | ----------------- | ------ |
| 1.  | Jenny Wolf        | 1205   |
| 2.  | Margot Boer       | 642    |
| 3.  | Lee Sang-hwa      | 635    |
| 4.  | Annette Gerritsen | 630    |
| 5.  | Yu Jing           | 605    |
| 6.  | Sayuri Yoshii     | 517    |
| 7.  | Wang Beixing      | 490    |
| 8.  | Tomomi Okazaki    | 425    |
| 9.  | Sayuri Ōsuga      | 423    |
| 10. | Ren Hui           | 382    |

| Lp. | Zawodnik            | Punkty |
| --- | ------------------- | ------ |
| 1.  | Christine Nesbitt   | 472    |
| 2.  | Kristina Groves     | 395    |
| 3.  | Laurine van Riessen | 351    |
| 4.  | Shannon Rempel      | 346    |
| 5.  | Margot Boer         | 325    |
| 6.  | Monique Angermüller | 323    |
| 7.  | Sayuri Yoshii       | 318    |
| 8.  | Anni Friesinger     | 230    |
| 9.  | Yu Jing             | 227    |
| 10. | Jin Peiyu           | 212    |

| Lp. | Zawodnik               | Punkty |
| --- | ---------------------- | ------ |
| 1.  | Kristina Groves        | 526    |
| 2.  | Daniela Anschütz-Thoms | 355    |
| 3.  | Christine Nesbitt      | 335    |
| 4.  | Brittany Schussler     | 328    |
| 5.  | Shannon Rempel         | 253    |
| 6.  | Ireen Wüst             | 230    |
| 7.  | Maki Tabata            | 218    |
| 8.  | Laurine van Riessen    | 205    |
| 9.  | Anni Friesinger        | 200    |
| 9.  | Claudia Pechstein      | 200    |

| Lp. | Zawodnik               | Punkty |
| --- | ---------------------- | ------ |
| 1.  | Martina Sáblíková      | 610    |
| 2.  | Daniela Anschütz-Thoms | 375    |
| 2.  | Kristina Groves        | 375    |
| 4.  | Stephanie Beckert      | 340    |
| 5.  | Renate Groenewold      | 305    |
| 6.  | Claudia Pechstein      | 255    |
| 7.  | Masako Hozumi          | 238    |
| 8.  | Jorien Voorhuis        | 225    |
| 9.  | Maren Haugli           | 195    |
| 10. | Diane Valkenburg       | 189    |

| Lp. | Zawodnik          | Punkty |
| --- | ----------------- | ------ |
| 1.  | Czechy            | 235    |
| 2.  | Stany Zjednoczone | 205    |
| 3.  | Holandia          | 200    |
| 4.  | Niemcy            | 190    |
| 5.  | Polska            | 173    |
| 6.  | Japonia           | 171    |
| 7.  | Rosja             | 148    |
| 8.  | Kanada            | 130    |
| 9.  | Chiny             | 117    |
| 10. | Korea Południowa  | 110    |

### Mężczyźni

#### Wyniki
| Data                      | Miejsce                                                       | Konkurencja                                                   | Zwycięzca                                                     | 2. miejsce                                                      | 3. miejsce                                                    |
| ------------------------- | ------------------------------------------------------------- | ------------------------------------------------------------- | ------------------------------------------------------------- | --------------------------------------------------------------- | ------------------------------------------------------------- |
| 7-9 listopada 2008        | Berlin                                                        | 500 m (7 listopada)                                           | Keiichirō Nagashima                                           | Pekka Koskela                                                   | Lee Kyu-hyeok                                                 |
| 7-9 listopada 2008        | Berlin                                                        | 5000 m (7 listopada)                                          | Sven Kramer                                                   | Håvard Bøkko                                                    | Carl Verheijen                                                |
| 7-9 listopada 2008        | Berlin                                                        | 500 m (8 listopada)                                           | Jōji Katō                                                     | Yu Fengtong                                                     | Mika Poutala                                                  |
| 7-9 listopada 2008        | Berlin                                                        | 1500 m (8 listopada)                                          | Sven Kramer                                                   | Erben Wennemars                                                 | Simon Kuipers                                                 |
| 7-9 listopada 2008        | Berlin                                                        | 1000 m (9 listopada)                                          | Stefan Groothuis                                              | Shani Davis                                                     | Simon Kuipers                                                 |
| 7-9 listopada 2008        | Berlin                                                        | Drużynowo (9 listopada)                                       | Kanada Denny Morrison · Lucas Makowsky · Steven Elm           | Niemcy Jörg Dallmann · Robert Lehmann · Marco Weber             | Japonia Teruhiro Sugimori · Hiroki Hirako · Shigeyuki Dejima  |
| 14-16 listopada 2008      | Heerenveen                                                    | 500 m (14 listopada)                                          | Pekka Koskela                                                 | Dmitrij Łobkow                                                  | Yu Fengtong                                                   |
| 14-16 listopada 2008      | Heerenveen                                                    | 1500 m (14 listopada)                                         | Shani Davis                                                   | Stefan Groothuis                                                | Mark Tuitert                                                  |
| 14-16 listopada 2008      | Heerenveen                                                    | 5000 m (15 listopada)                                         | Sven Kramer                                                   | Carl Verheijen                                                  | Enrico Fabris                                                 |
| 14-16 listopada 2008      | Heerenveen                                                    | 500 m (15 listopada)                                          | Jōji Katō                                                     | Yu Fengtong                                                     | Pekka Koskela                                                 |
| 14-16 listopada 2008      | Heerenveen                                                    | 1000 m (16 listopada)                                         | Shani Davis                                                   | Pekka Koskela                                                   | Simon Kuipers                                                 |
| 14-16 listopada 2008      | Heerenveen                                                    | Drużynowo (16 listopada)                                      | Holandia Sven Kramer · Simon Kuipers · Carl Verheijen         | Stany Zjednoczone Shani Davis · Chad Hedrick · Trevor Marsicano | Szwecja Daniel Friberg · Johan Röjler · Joel Eriksson         |
| 22-23 listopada 2008      | Moskwa                                                        | 1500 m (21 listopada)                                         | Håvard Bøkko                                                  | Mark Tuitert                                                    | Enrico Fabris                                                 |
| 22-23 listopada 2008      | Moskwa                                                        | 10 000 m (22 listopada)                                       | Bob de Jong                                                   | Håvard Bøkko                                                    | Enrico Fabris                                                 |
| 6-7 grudnia 2008          | Changchun                                                     | 500 m (6 grudnia)                                             | Yu Fengtong                                                   | Keiichirō Nagashima                                             | Lee Kyu-hyeok                                                 |
| 6-7 grudnia 2008          | Changchun                                                     | 1000 m (6 grudnia)                                            | Lee Kyu-hyeok                                                 | Stefan Groothuis                                                | Shani Davis                                                   |
| 6-7 grudnia 2008          | Changchun                                                     | 100 m (7 grudnia)                                             | Yūya Oikawa                                                   | Lee Kang-seok                                                   | Yu Fengtong                                                   |
| 6-7 grudnia 2008          | Changchun                                                     | 500 m (7 grudnia)                                             | Dmitrij Łobkow                                                | Yu Fengtong                                                     | Keiichirō Nagashima                                           |
| 6-7 grudnia 2008          | Changchun                                                     | 1000 m (7 grudnia)                                            | Simon Kuipers                                                 | Shani Davis                                                     | Stefan Groothuis                                              |
| 13-14 grudnia 2008        | Nagano                                                        | 500 m (13 grudnia)                                            | Keiichirō Nagashima                                           | Yu Fengtong                                                     | Jōji Katō                                                     |
| 13-14 grudnia 2008        | Nagano                                                        | 1000 m (13 grudnia)                                           | Shani Davis                                                   | Denny Morrison                                                  | Lee Kyu-hyeok                                                 |
| 13-14 grudnia 2008        | Nagano                                                        | 100 m (14 grudnia)                                            | Yūya Oikawa                                                   | Yu Fengtong                                                     | Lee Kang-seok                                                 |
| 13-14 grudnia 2008        | Nagano                                                        | 500 m (14 grudnia)                                            | Lee Kyu-hyeok                                                 | Yu Fengtong                                                     | Jōji Katō                                                     |
| 13-14 grudnia 2008        | Nagano                                                        | 1000 m (14 grudnia)                                           | Shani Davis                                                   | Lee Kyu-hyeok                                                   | Denny Morrison                                                |
| 9-11 stycznia 2009        | 106. mistrzostwa Europy w wieloboju 2009 – Heerenveen         | 106. mistrzostwa Europy w wieloboju 2009 – Heerenveen         | 106. mistrzostwa Europy w wieloboju 2009 – Heerenveen         | 106. mistrzostwa Europy w wieloboju 2009 – Heerenveen           | 106. mistrzostwa Europy w wieloboju 2009 – Heerenveen         |
| 18-19 stycznia 2009       | 40. Mistrzostwa świata w wieloboju sprinterskim 2009 – Moskwa | 40. Mistrzostwa świata w wieloboju sprinterskim 2009 – Moskwa | 40. Mistrzostwa świata w wieloboju sprinterskim 2009 – Moskwa | 40. Mistrzostwa świata w wieloboju sprinterskim 2009 – Moskwa   | 40. Mistrzostwa świata w wieloboju sprinterskim 2009 – Moskwa |
| 24-25 stycznia 2009       | Kołomna                                                       | 500 m (24 stycznia)                                           | Keiichirō Nagashima                                           | Yu Fengtong                                                     | Yūya Oikawa                                                   |
| 24-25 stycznia 2009       | Kołomna                                                       | 1000 m (24 stycznia)                                          | Denny Morrison                                                | Stefan Groothuis                                                | Jewgienij Łalenkow                                            |
| 24-25 stycznia 2009       | Kołomna                                                       | 100 m (25 stycznia)                                           | Yūya Oikawa                                                   | Jōji Katō                                                       | Zhang Zhongqi                                                 |
| 24-25 stycznia 2009       | Kołomna                                                       | 500 m (25 stycznia)                                           | Tucker Fredricks                                              | Keiichirō Nagashima                                             | Yu Fengtong                                                   |
| 24-25 stycznia 2009       | Kołomna                                                       | 1000 m (25 stycznia)                                          | Denny Morrison                                                | Stefan Groothuis                                                | Mark Tuitert                                                  |
| 30 stycznia-1 lutego 2009 | Erfurt                                                        | 500 m (30 stycznia)                                           | Yu Fengtong                                                   | Keiichirō Nagashima                                             | Tucker Fredricks                                              |
| 30 stycznia-1 lutego 2009 | Erfurt                                                        | 1000 m (1 lutego)                                             | Shani Davis                                                   | Denny Morrison                                                  | Jan Bos                                                       |
| 30 stycznia-1 lutego 2009 | Erfurt                                                        | 1500 m (31 stycznia)                                          | Denny Morrison                                                | Trevor Marsicano                                                | Shani Davis                                                   |
| 30 stycznia-1 lutego 2009 | Erfurt                                                        | 500 m (31 stycznia)                                           | Tucker Fredricks                                              | Yu Fengtong                                                     | Jan Smeekens                                                  |
| 30 stycznia-1 lutego 2009 | Erfurt                                                        | 1000 m (30 stycznia)                                          | Sven Kramer                                                   | Håvard Bøkko                                                    | Bob de Jong                                                   |
| 30 stycznia-1 lutego 2009 | Erfurt                                                        | Drużynowo (1 lutego)                                          | Kanada Denny Morrison · Lucas Makowsky · Jay Morrison         | Włochy Matteo Anesi · Enrico Fabris · Luca Stefani              | Norwegia Håvard Bøkko · Sverre Haugli · Stian Elvenes         |
| 7-8 lutego 2009           | 103. mistrzostwa świata w wieloboju 2009 – Hamar              | 103. mistrzostwa świata w wieloboju 2009 – Hamar              | 103. mistrzostwa świata w wieloboju 2009 – Hamar              | 103. mistrzostwa świata w wieloboju 2009 – Hamar                | 103. mistrzostwa świata w wieloboju 2009 – Hamar              |
| 14-15 lutego 2009         | Heerenveen                                                    | 1500 m (15 lutego)                                            | Shani Davis                                                   | Enrico Fabris                                                   | Trevor Marsicano                                              |
| 14-15 lutego 2009         | Heerenveen                                                    | 10 000 m (14 lutego)                                          | Sven Kramer                                                   | Håvard Bøkko                                                    | Bob de Jong                                                   |
| 6-7 marca 2009            | Salt Lake City                                                | 500 m (7 marca)                                               | Yu Fengtong                                                   | Lee Kyu-hyeok                                                   | Tucker Fredricks                                              |
| 6-7 marca 2009            | Salt Lake City                                                | 1000 m (6 marca)                                              | Shani Davis                                                   | Trevor Marsicano                                                | Denny Morrison                                                |
| 6-7 marca 2009            | Salt Lake City                                                | 100 m (7 marca)                                               | Yūya Oikawa                                                   | Lee Kang-seok                                                   | Yu Fengtong                                                   |
| 6-7 marca 2009            | Salt Lake City                                                | 1500 m (7 marca)                                              | Shani Davis                                                   | Trevor Marsicano                                                | Denny Morrison                                                |
| 6-7 marca 2009            | Salt Lake City                                                | 3000 m (6 marca)                                              | Sven Kramer                                                   | Håvard Bøkko                                                    | Carl Verheijen                                                |
| 12-15 marca 2009          | 12. Mistrzostwa świata na dystansach 2009 – Richmond          | 12. Mistrzostwa świata na dystansach 2009 – Richmond          | 12. Mistrzostwa świata na dystansach 2009 – Richmond          | 12. Mistrzostwa świata na dystansach 2009 – Richmond            | 12. Mistrzostwa świata na dystansach 2009 – Richmond          |

#### Klasyfikacje
| Lp. | Zawodnik            | Punkty |
| --- | ------------------- | ------ |
| 1.  | Yūya Oikawa         | 450    |
| 2.  | Thijsje Oenema      | 305    |
| 3.  | Lee Kang-seok       | 270    |
| 4.  | Mika Poutala        | 232    |
| 5.  | Zhang Zhongqi       | 220    |
| 6.  | Zhang Yaolin        | 194    |
| 7.  | Jōji Katō           | 130    |
| 8.  | Jamie Gregg         | 104    |
| 9.  | Keiichirō Nagashima | 88     |
| 10. | Muncef Ouardi       | 84     |

| Lp. | Zawodnik            | Punkty |
| --- | ------------------- | ------ |
| 1.  | Yu Fengtong         | 1086   |
| 2.  | Keiichirō Nagashima | 957    |
| 3.  | Tucker Fredricks    | 642    |
| 4.  | Mika Poutala        | 593    |
| 5.  | Lee Kyu-hyeok       | 581    |
| 6.  | Jōji Katō           | 542    |
| 7.  | Yūya Oikawa         | 458    |
| 8.  | Dmitrij Łobkow      | 399    |
| 9.  | Pekka Koskela       | 360    |
| 10. | Zhang Zhongqi       | 340    |

| Lp. | Zawodnik            | Punkty |
| --- | ------------------- | ------ |
| 1.  | Shani Davis         | 840    |
| 2.  | Denny Morrison      | 705    |
| 3.  | Stefan Groothuis    | 590    |
| 4.  | Simon Kuipers       | 434    |
| 5.  | Lee Kyu-hyeok       | 370    |
| 6.  | Keiichirō Nagashima | 350    |
| 7.  | Mark Tuitert        | 286    |
| 8.  | Jewgienij Łalenkow  | 260    |
| 9.  | Lee Jong-woo        | 245    |
| 10. | Mo Tae-bum          | 244    |

| Lp. | Zawodnik         | Punkty |
| --- | ---------------- | ------ |
| 1.  | Shani Davis      | 470    |
| 2.  | Trevor Marsicano | 374    |
| 3.  | Håvard Bøkko     | 363    |
| 4.  | Enrico Fabris    | 294    |
| 5.  | Mark Tuitert     | 292    |
| 6.  | Chad Hedrick     | 260    |
| 7.  | Denny Morrison   | 247    |
| 8.  | Sven Kramer      | 229    |
| 9.  | Stefan Groothuis | 218    |
| 10. | Erben Wennemars  | 190    |

| Lp. | Zawodnik           | Punkty |
| --- | ------------------ | ------ |
| 1.  | Sven Kramer        | 550    |
| 2.  | Håvard Bøkko       | 485    |
| 3.  | Bob de Jong        | 425    |
| 4.  | Carl Verheijen     | 390    |
| 5.  | Enrico Fabris      | 368    |
| 6.  | Ted-Jan Bloemen    | 217    |
| 7.  | Øystein Grødum     | 191    |
| 8.  | Trevor Marsicano   | 177    |
| 9.  | Wouter Olde Heuvel | 168    |
| 10. | Sverre Haugli      | 140    |

| Lp. | Zawodnik          | Punkty |
| --- | ----------------- | ------ |
| 1.  | Kanada            | 310    |
| 2.  | Włochy            | 220    |
| 3.  | Japonia           | 210    |
| 4.  | Niemcy            | 170    |
| 4.  | Stany Zjednoczone | 170    |
| 6.  | Norwegia          | 150    |
| 7.  | Holandia          | 140    |
| 8.  | Szwecja           | 130    |
| 9.  | Polska            | 118    |
| 10. | Rosja             | 110    |